# Molon
Molon, död 220 f.Kr., var en seleukidisk general och satrap under Antiochos III den store. Molon gjorde uppror mot Antiochos III och försökte föra en självständig politik i sin satrapi (Medien). Detta kunde inte accepteras av centralregeringen och en armé sändes ut att kväsa upproret. Molon blev besegrad av Antiochos III och begick därefter självmord.